# Мандич, Леопольд
Леопо́льд Ма́ндич (хорв. Leopold  Mandić, имя в миру — Богда́н Ма́ндич; 12 мая 1866[…], Херцег-Нови — 30 июля 1942[…], Падуя, Венеция) — святой Римско-католической церкви, монах-капуцин, священник. На протяжении сорока лет проживания в монастыре г. Падуи каждый день с утра до вечера проводил в исповедальне, содействуя верующим в таинстве покаяния. Проповедовал восстановление единства христианской Церкви.

## Биография
Он был выходцем из благородной, хотя и разорившейся хорватской семьи, последним из двенадцати детей в семье Драгицы Царевич и Петара Антуна Мандича. Семья ежегодно отмечала «начало своей веры» — с тех самых пор, как их дальний предок принял католицизм.
В ноябре 1882 года, в возрасте 16 лет, Богдан Мандич поступил в орден капуцинов, принимая монашеское имя Леопольд. В 1884 году его переводят в монастырь в городе Бассано дель Граппа (Bassano del Grappa), Италия, в котором в 1888 году он принимает монашеские обеты.
20 сентября 1890 года принял в Венеции таинство священства. В 1906 году его направляют в Падую, где он жил и занимался пастырской деятельностью до самой своей смерти.
С самого начала поступления в монастырь капуцинов Леопольд Мандич мечтал о миссионерской деятельности в Восточной Европе среди славянских народов, но из-за слабого здоровья (у него было слабое зрение, артрит, заикание) и физического недостатка (его рост был 135 см.) его мечта не могла осуществиться. Несмотря на эти обстоятельства, он начинает молиться о воссоединении Католической и Православных церквей, снискав тем самым в церковных кругах известность как апостол единства христиан.
Монашеское начальство определяет его принимать у верующих исповедь, и он начинает свой труд исповедника. Его сострадательность к кающимся привлекает к нему многочисленных паломников со всей Италии, и он принимает исповедь, находясь в исповедальне многие часы.
30 июля 1942 года он умирает от рака пищевода в возрасте 76 лет. В 1944 году, вскоре после его смерти, монастырь, где подвизался Мандич, был подвергнут мощной бомбардировке и почти полностью разрушен, однако келья отца Леопольда не пострадала, что некоторые верующие восприняли как видимое подтверждение его святости.

## Прославление
2 мая 1976 года римский папа Павел VI объявил Леопольда Мандича блаженным, 16 октября 1983 года папа Иоанн Павел II канонизировал его как святого и апостола единства между христианскими церквами.
День памяти — 12 мая.

## Источник
- Антонио Сикари, Портреты святых, т. III+IV, изд. «Христианская Россия», М., стр. 111—126